# 帕赖杜阿维尔
帕赖杜阿维尔（法語：Paray-Douaville，法語發音：[paʁɛ dwavil]）是法国中北部法兰西岛大区伊夫林省的一个市镇，属于朗布依埃区。 

## 地理
帕赖杜阿维尔（48°27'49"N, 1°52'39"E）面积10.28 平方千米，位于法国法蘭西島大區伊夫林省，该省份为法国北部内陆省份，北起瓦兹河谷省，西接厄尔省，西南接厄尔-卢瓦省，东南接埃松省，东临上塞纳省。
与帕赖杜阿维尔接壤的市镇（或旧市镇、城区）包括：阿兰维尔、欧奈苏索诺、桑维尔、班维尔勒加亚尔、奥松维尔。
帕赖杜阿维尔的时区为UTC+01:00、UTC+02:00（夏令时）。

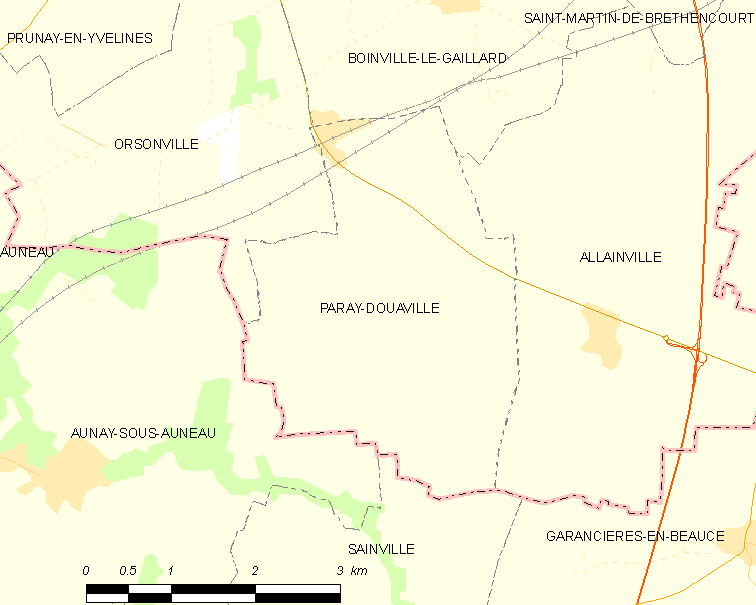
帕赖杜阿维尔的OSM定位图

## 行政
帕赖杜阿维尔的邮政编码为78660，INSEE市镇编码为78478。

## 政治
帕赖杜阿维尔所属的省级选区为朗布依埃县。

## 人口

1962-2008年间帕赖杜阿维尔人口变化图示

帕赖杜阿维尔于2022年1月1日时的人口数量为216人。